# گویش آتیک
یونانی آتیک یا یونانی آتنی گویشی از زبان یونانی است که در منطقه‌ی باستانی آتیک، شامل دولت‌شهر آتن، به آن سخن می‌گفتند. این گویش که اغلب یونانی کلاسیک نامیده می‌شود ، برای قرن‌ها گویشی معتبر در دنیای یونان بوده و همچنان شکل استاندارد این زبان است که به دانشجویان یونانی باستان آموزش داده می‌شود. آتنی به عنوان پایه‌ی کوینه هلنیستی، شبیه‌ترین لهجه از گویش‌های قدیمی به یونانی بعدی است. گویش آتیک به طور سنتی به عنوان گویش عضو یا خواهر شاخه یونی طبقه‌بندی می‌شود.